# کریستیان زاخاریاس
کریستیان زاخاریاس یا کریستیان تساخاریاس (به آلمانی: Christian Zacharias) (زادهٔ ۲۷ آوریل ۱۹۵۰، جمشدپور، هندوستان) نوازندهٔ پیانو و رهبر موسیقی اهل آلمان است.
او مجموعه‌ای شامل ۳۳ سونات پیانو از دومنیکو اسکارلاتی، سونات‌های پیانوی شوبرت، کنسرتو پیانوهای موتسارت، و کنسرتو پیانوهای بتهوون را اجرا و منتشر کرده‌است.